# Clément Loubet
Le capitaine Clément Frédéric Alexis Arnaud Loubet (né le 28 mai 1868 à Vielmur-sur-Agout, dans le Tarn et mort le 8 avril 1908  à Settat, au Maroc, lors d'une attaque, pendant la campagne du Maroc) est un militaire français qui combattit dans les guerres coloniales de l'armée française en Algérie et au Maroc.

## Biographie
Fils d'Alexis Loubet, gendarme à cheval qui a pris sa retraite à Dourgne, et de Marie-Louise Py, Clément Loubet, originaire de Castres, est l'aîné d'une fratrie de cinq frères, Paul-Jean, Paul-Élie, Hippolyte Armand et Léon baptiste. Il se marie le 10 avril 1894 à Nauny Eugénie Joséphine, issue d'une riche famille franco-algérienne, c’était la fille du maire de Mostaganem. Le couple s'installèrent au domicile 40 boulevard Voltaire, à Paris avec sa nièce de 12 ans qu'ils avaient adoptés, se nommant Henriette Loubet, née aux alentours de 1892, et qui se mariera avec un Georges Chauvet.

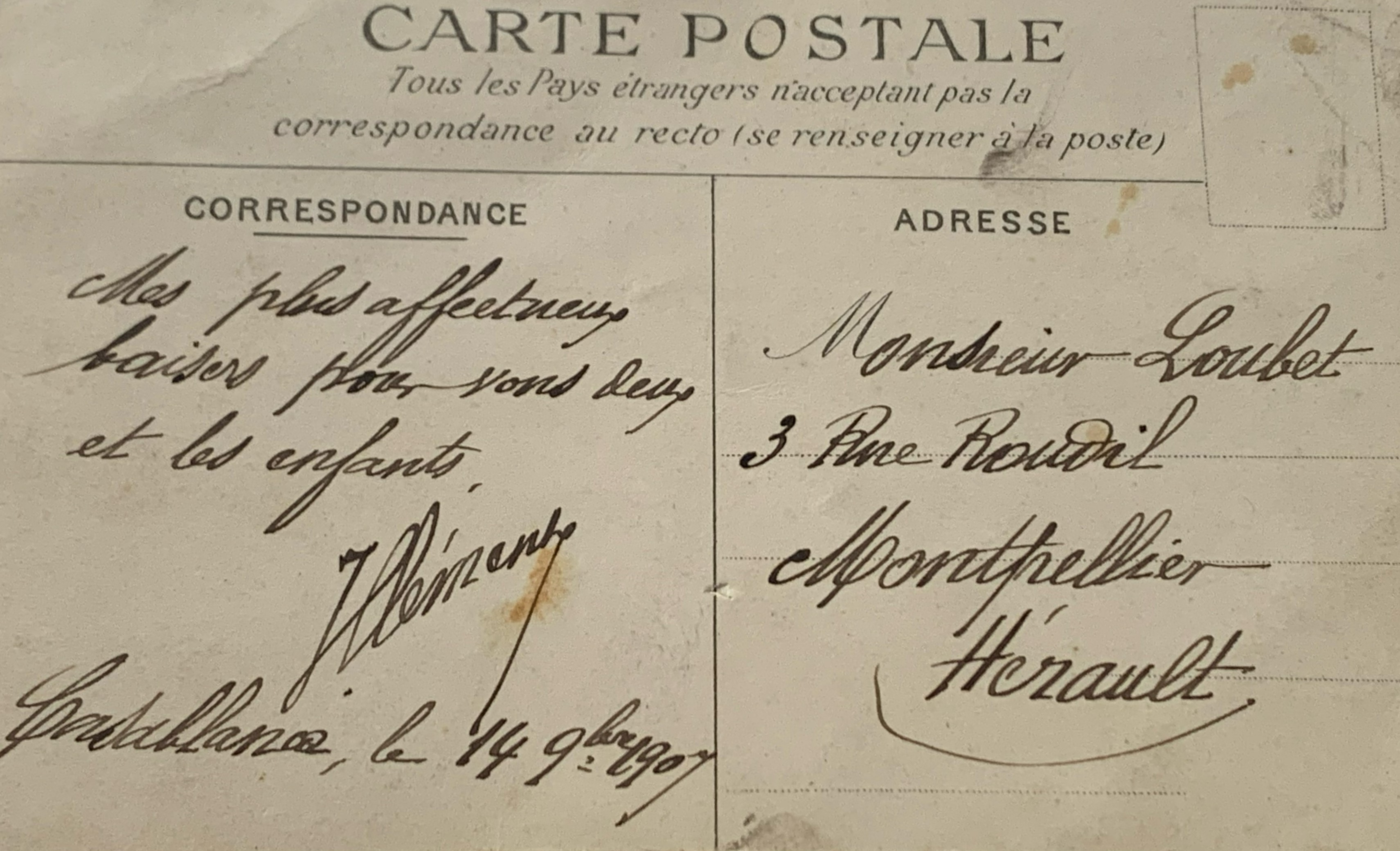
Une carte postale écrite par Clément Loubet en 1907, pour son frère Paul Elie

### Décès
Clément Loubet meurt à l’âge de 39 ans. Il se blesse d'une balle au bas-ventre durant l’attaque du camp du général  Albert d'Amade par les hommes de Moulay Hafid, des haffidiens. Ils sont près de 2000 et comptent sur l’obscurité de la nuit du 7 au 8 avril pour surprendre le camp. Campée à Tallouit à 20 kilomètres au Sud, la mehalla haffidienne voulut une dernière fois tenter une attaque. Les Marocains attaquèrent le bivouac de la 1re brigade. Il est 3h30 du matin mais la vigilance des avant-postes déjoue leurs projets. Repoussée dans le ravin de l'oued Mousa, les attaquants se reforment et se glissent dans les hautes-herbes vinrent vers quatre heures se ruer sur le carré de la 2e brigade. Leur marche d'approche s'effectue par des chemins dérobés, sous la conduite de guides connaissant le détail du terrain, des bivouacs français. Un chef de poste ayant entendu dans la nuit des bruits suspects fait replier ses hommes dans le plus grand silence à 60 mètres en arrière. Quand les Marocains croyant surprendre le poste se précipitent sur les tentes, des coups de feu en rafales les accueillent et leur fait subir des pertes cruelles.
Aux premières lueurs du jour, la cavalerie poursuivit pendant environ 7 kilomètres les assaillants jusqu'au-delà de l'Aine Beïda au sud de Settat. Le capitaine Loubet est blessé et succombe à ses blessures quelque temps après l’attaque.
Durant cette attaque, sept hommes sont morts : Le capitaine Loubet, l'adjudant Perès du 12e tirailleurs, les soldats Houzelles et Bunero du 2e étranger, le sergent de zouave Joux, blessé à la cuisse  le zouave Tréguez, blessé à la poitrine, le tirailleur algérien Assen-Saïd et la goumier Massaoud ben Lassa, légèrement blessé. Le général d'Amade fit mettre la petite ville en état de défense : des petits fortins, dont le principal fut le fort Loubet, couronnèrent donc les crêtes dominant la ville et une garnison d'une force imposante fut affectée à la défense du territoire français.
Clément Loubet repose aujourd'hui dans le cimetière de Aïn Tedles.

## Incident du château d'eau

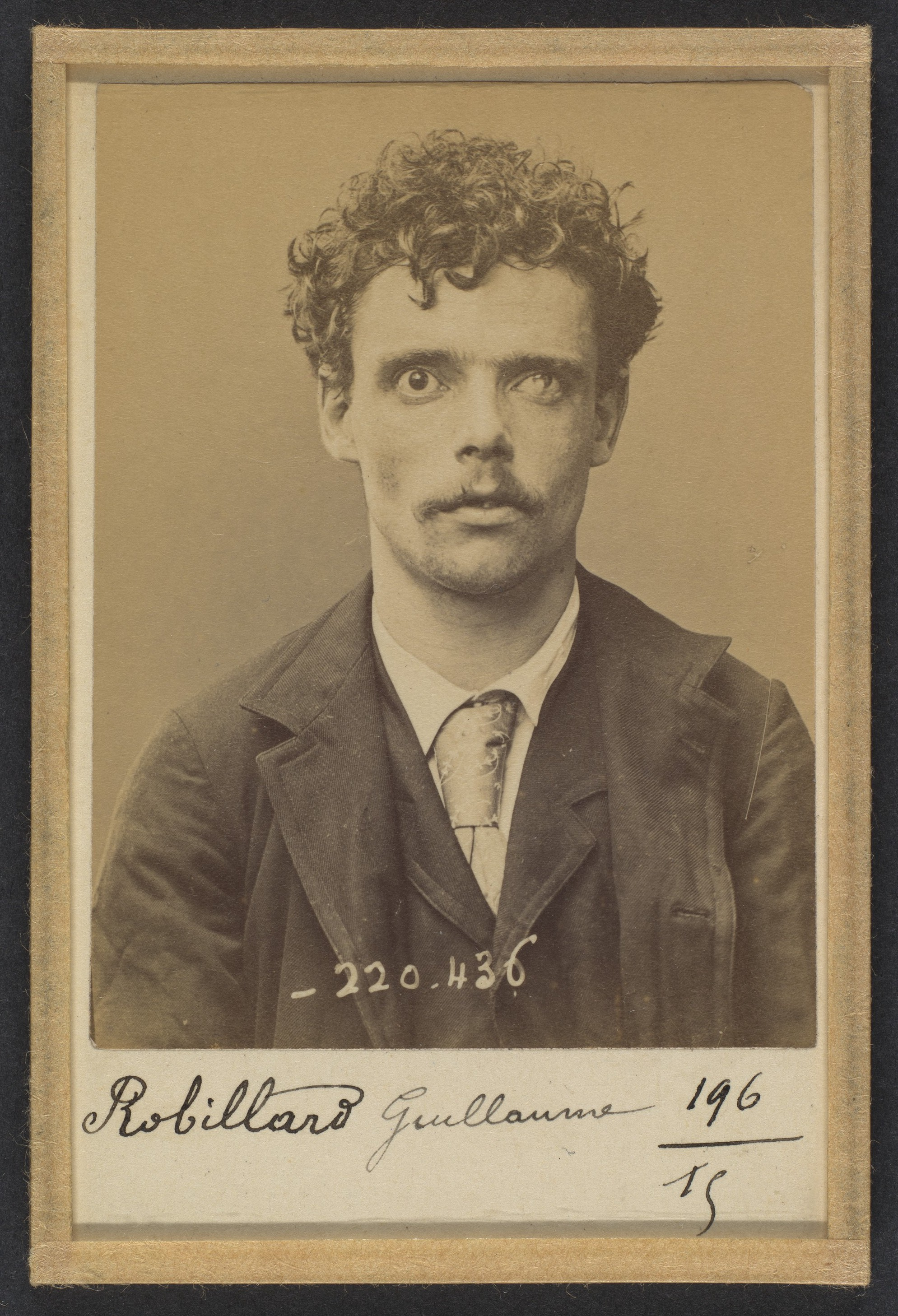
Guillaume Robillard (photographie réalisée par Alphonse Bertillon)

Le 7 mai 1904, Guillaume Joseph Robillard (né le 17 novembre 1868 à Vaucresson), alors âgé de 35 ans, secrétaire du syndicat des fondeurs en cuivre, est arrêté pour avoir saisi par la bride le cheval du capitaine Loubet, à avoir adressé des injures à l’officier et à avoir essayé de le désarçonner. Le capitaine est aimé de ses hommes. L'anarchiste Robillard, qui se rendait à la bourse du travail, fut arrêté sur la place du Château-d’Eau par le passage du 76e de ligne conduit par le capitaine Loubet, musique en tête. Il assiste au défilé des deux premiers bataillons et lorsque le troisième paraît, alors que les musiciens venaient de se placer sur le trottoir, tandis que les hommes quatre par quatre entraient dans la cour, il traverse, étant pressé et saisit d’un mouvement instinctif la bride pour pouvoir passer.
Le capitaine Loubet leva alors son sabre et en frappa du plat M. Robillard pour lui faire lâcher prise. Aussitôt un sergent accourut, frappa d’un coup de crosse de fusil M. Robillard, sur lequel la foule s’abattit par surcroît. M. Robillard, qui demeure chez sa mère 26 rue du Sénégal, reçu, par le tribunal, un mois de prison pour outrage à un commandant de la force publique.
Le général Ménetrez, dont dépend le 76e régiment d’infanterie, s'est rendu à la caserne pour entendre le capitaine Loubet, afin de se faire préciser exactement les conditions dans lesquelles s’était produit l'incident.
D'autre part, c'est la 9e chambre qui s'était occupé de cette affaire.
À la bourse du travail, l'incident cause la plus vive émotion et les membres de la Confédération générale du travail se sont réunis afin de définir les mesures à prendre pour faire relâcher le secrétaire du syndicat des fondeurs. Guillaume Robillard passe pour un antimilitariste. Des renseignements qui ont été fournis au commissariat de police résulte que Robillard s'est bien intentionnellement livré à la manifestation qui lui a si mal réussi. Il serait, prouvé par deux témoignages précis, que quelques minutes avant le passage du capitaine Loubet, Robillard avait dit textuellement à voix haute en s'adressant à ses voisins :
- Vous voyez cet officier. Eh bien ! Je vais lui faire casser la g.....!
Le secrétaire des fondeurs en cuivre essaya de tenir parole. Il dit une version différente :
- J'étais pressé et j'ai voulu passer. J'ai saisi la tête du cheval en disant "Il va me casser la g.....".
Quant aux blessures et notamment celle que porte à la tête Guillaume Robillard, le capitaine Loubet se défend d'avoir frappé de la pointe de son sabre, et qu'elles sont du fait des furieux acharnés.

## Hommages

### Monument Loubet
Un monument a été érigé à Settat, au Maroc en l'honneur du capitaine Loubet,.

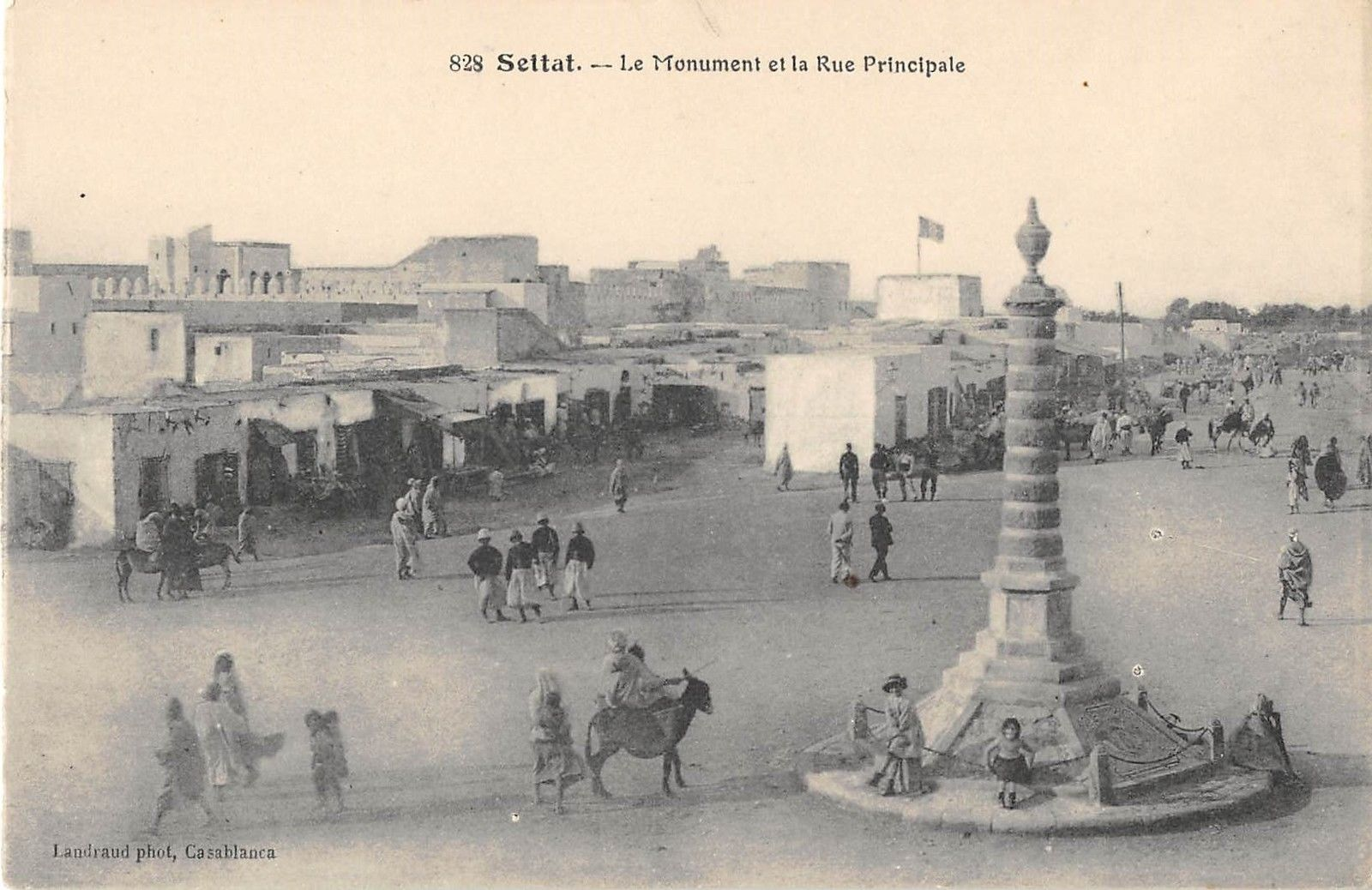
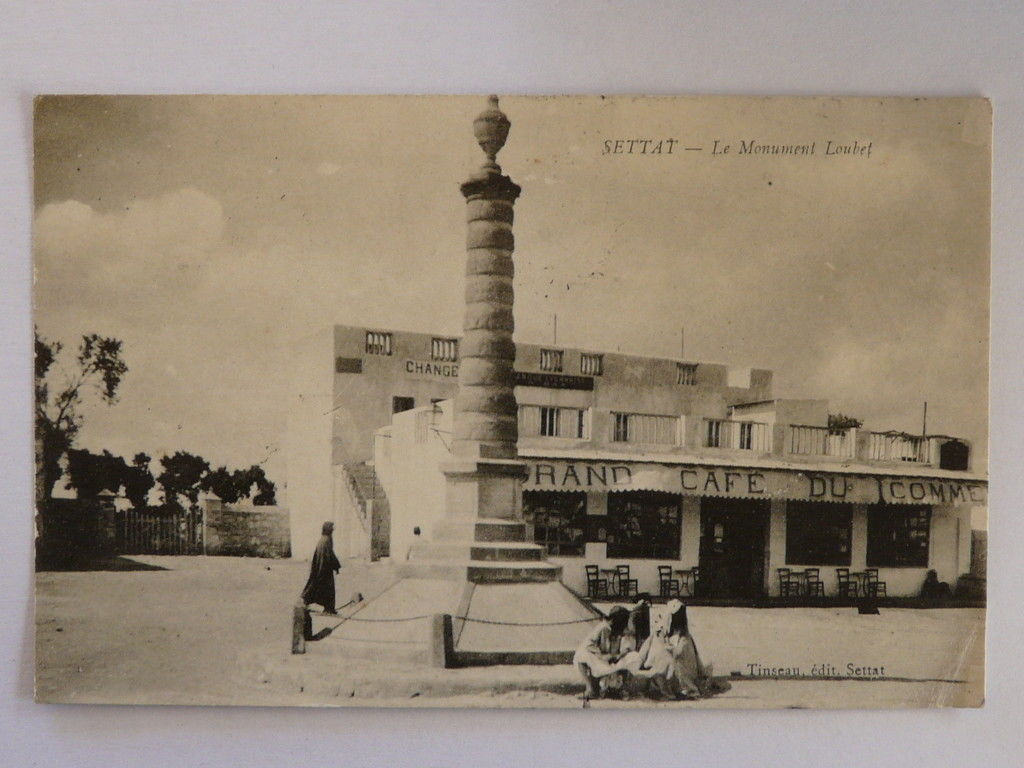
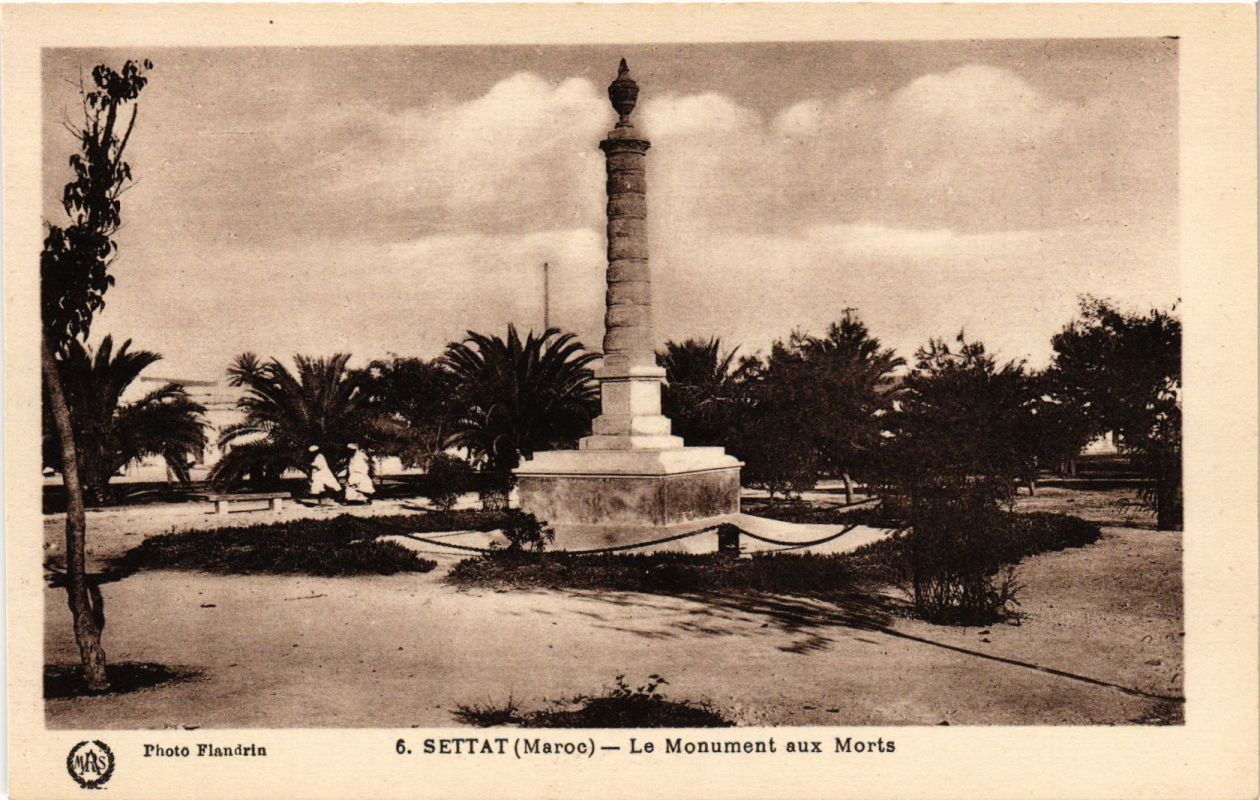
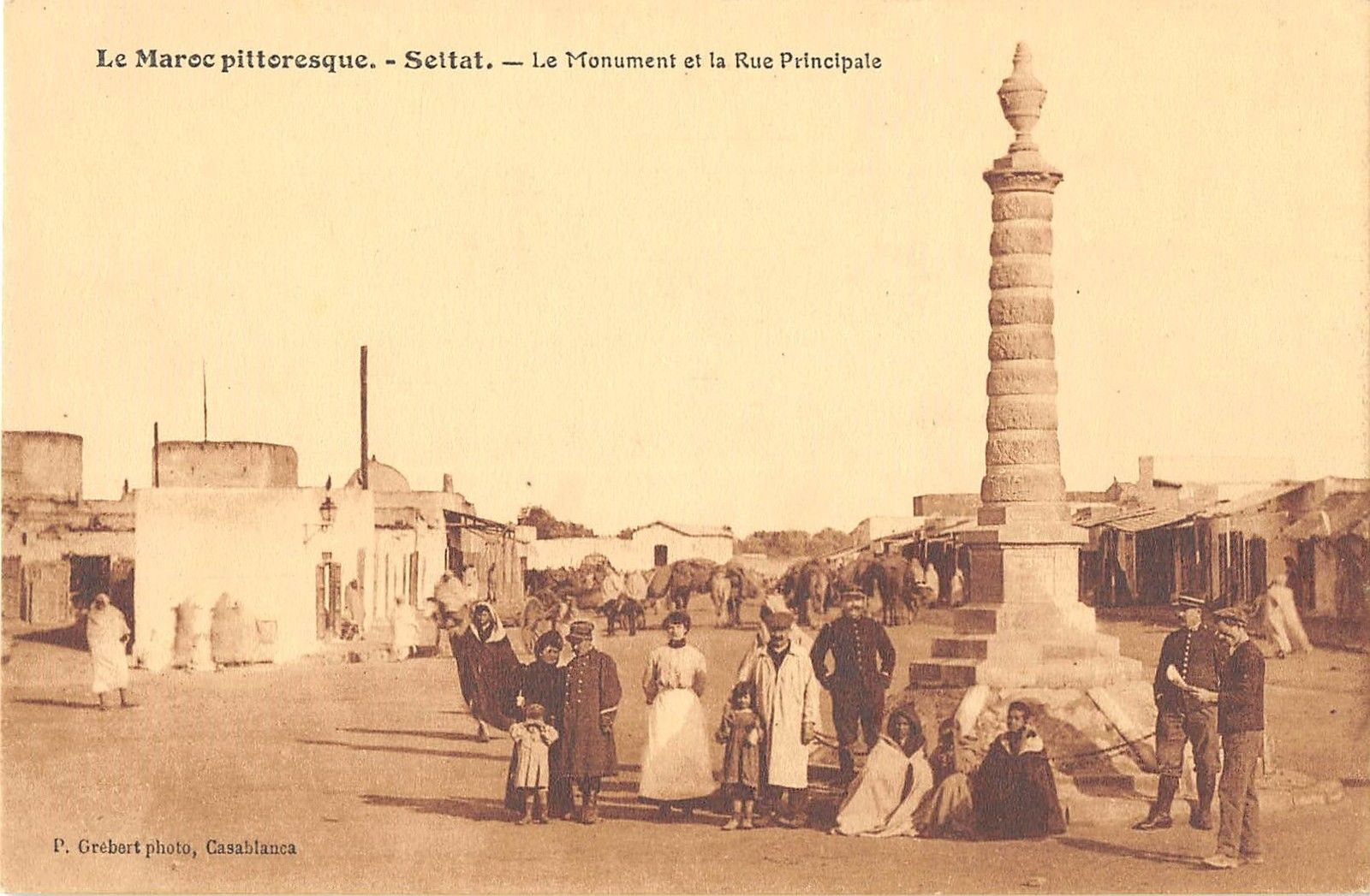
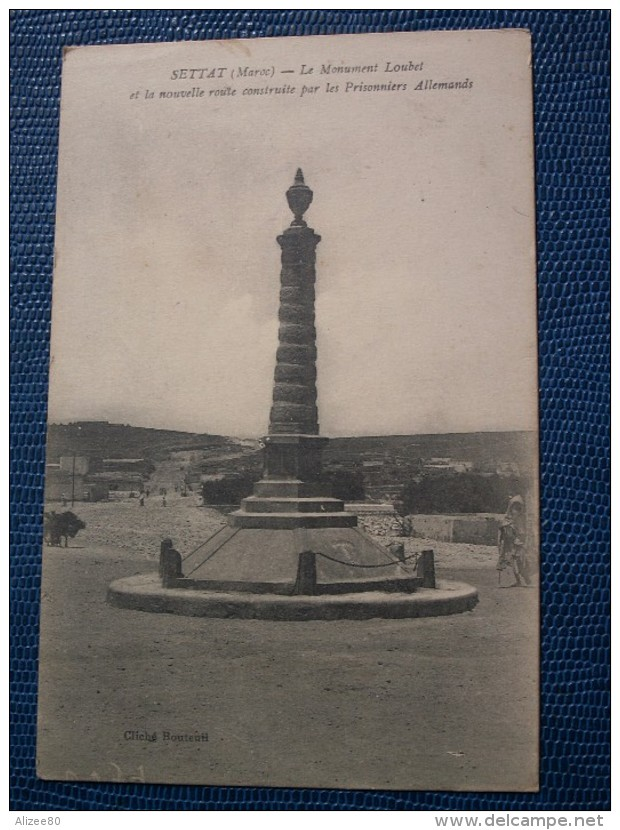
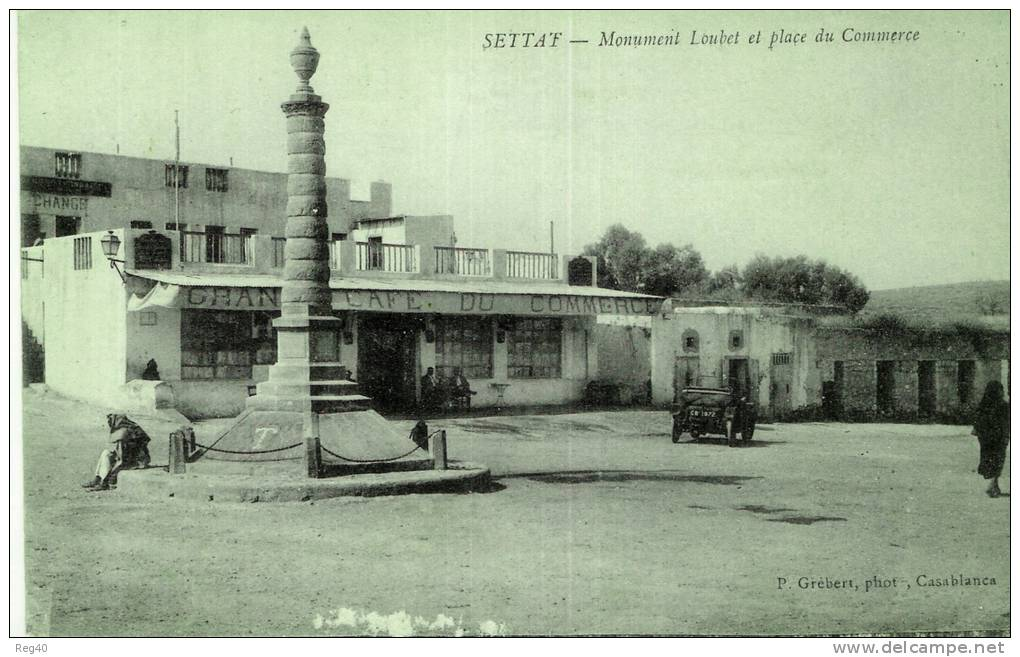

### Fort Loubet
C'est en 1908 qu'un fort a été nommé « Loubet » en l'honneur au Capitaine Loubet. Il est situé dans les alentours de Settat, à 40 km au sud de Casablanca et il servait de stockage de poudre pour l'armée. Le fortin fut construit car le général d'Amade mit en état de défense la ville après l'attaque à Settat dans la nuit du 7 au 8 avril 1908,. Le fort a été attaqué deux fois en 1908 par des zouaves, comme nous le témoigne l'illustration de Damblans ci-dessous.
| Rapport du Fort Loubet, fait par le lieutenant-colonel Marval, durant la première guerre mondiale, le 27 avril 1915. | Rapport du Fort Loubet, fait par le lieutenant-colonel Marval, durant la première guerre mondiale, le 27 avril 1915. |
| --- | --- |
| Logement | Campement de tentes sur murets en hémicycle confortable |
| Eau | De source, stérilisée au permanganate |
| Nourriture | 900-1000 gr. de pain ; 200 gr. de viande ; 200 gr. de légumes secs et 30 gr. de légumes verts. Cantine où les soldats peuvent acheter de la cocose, des sardines, du chocolat, etc. |
| Couchage | Comme partout ailleurs au Maroc |
| Couvertures | 2 par homme, car les nuits sont fraîches. |
| Vêtements | Chaussettes, caleçons, et chaussures seraient nécessaires. |
| Santé des prisonniers                                                                                                | Excellente |
| Travail | Aux chantiers de construction pour les maçons, aux routes pour les manœuvres, 8 heures par jour. Les prisonniers sont libres le dimanche |
| Services religieux                                                                                                   | Point jusqu'ici. Les prisonniers (tous catholiques) en ont demandé il y a peu de jours et ils auront la messe chaque dimanche |
| Paquets, argent | Mêmes plaintes qu'ailleurs |
| Secours collectifs                                                                                                   | Utiles |

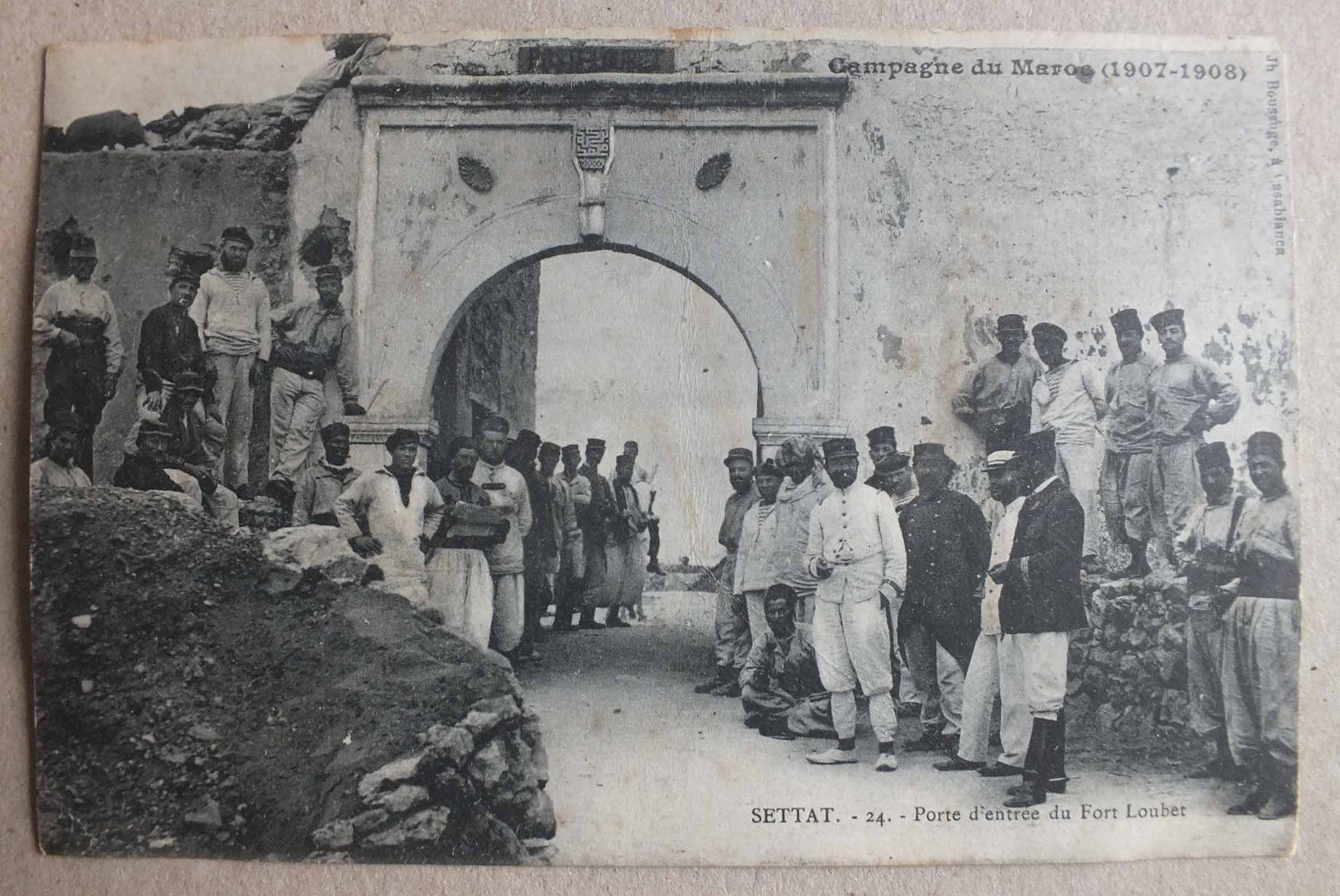
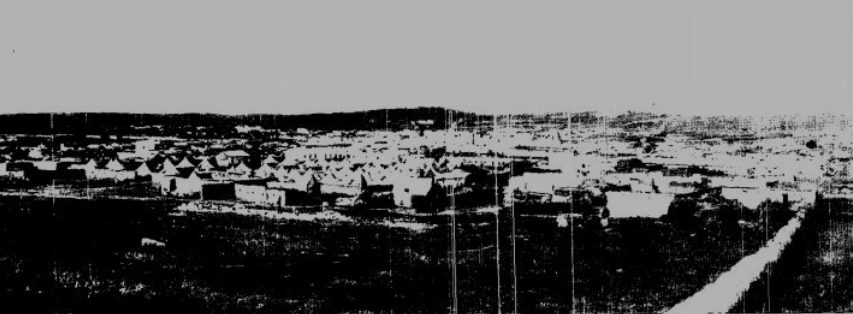
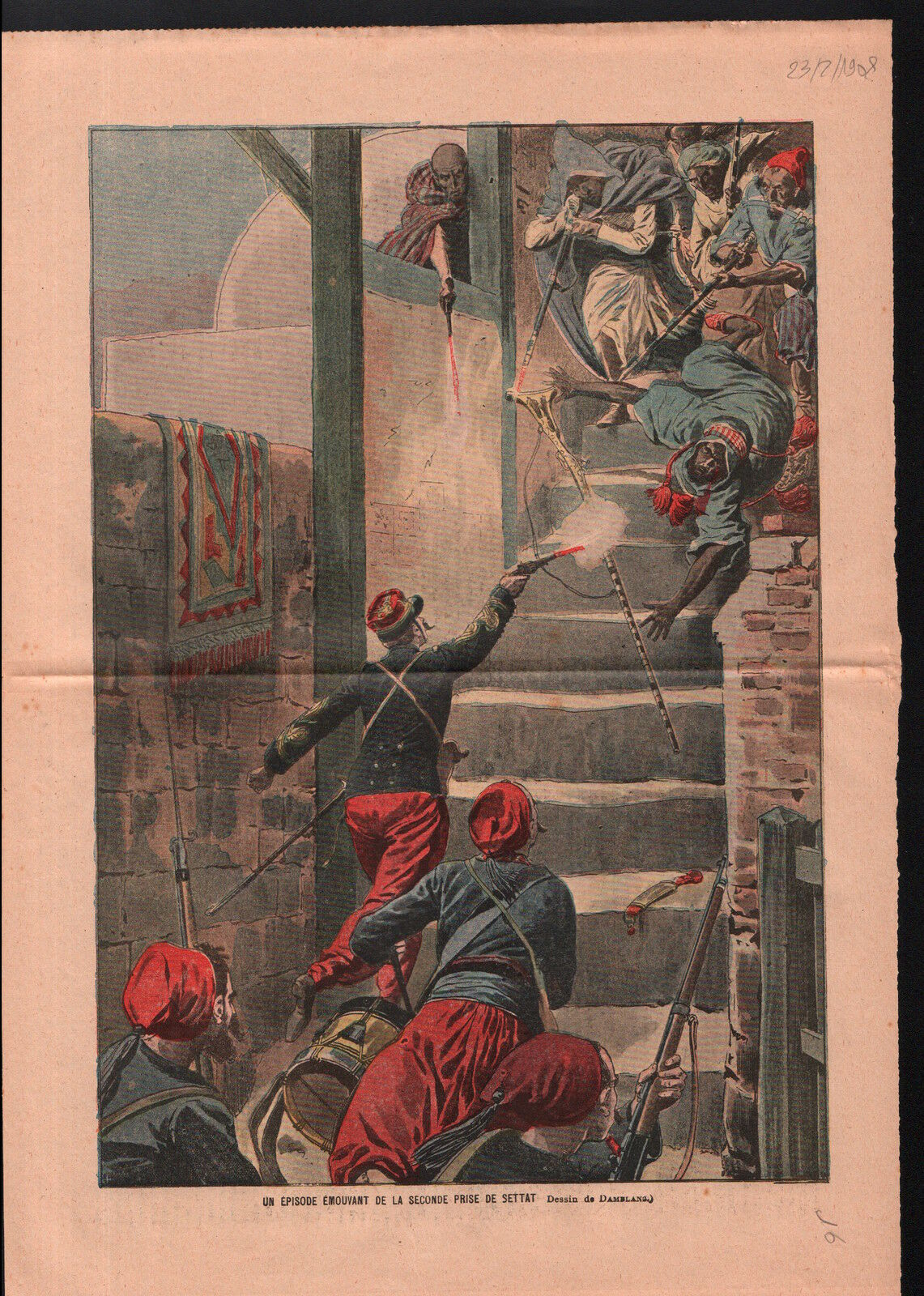
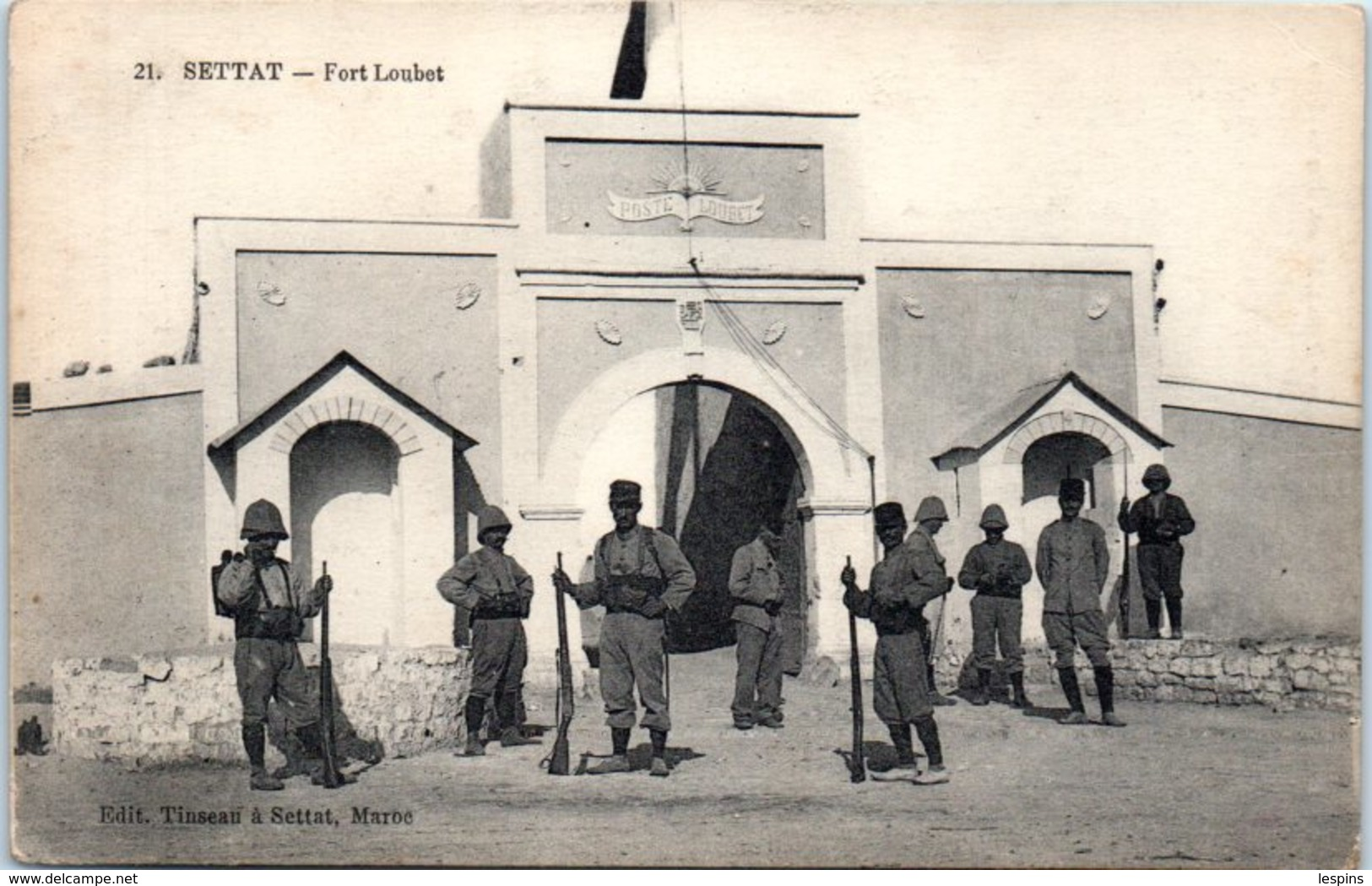

| Remarques, améliorations                                                                                             | On ne fera dorénavant point de retenue sur les sous de poche ; les 20 centimes seront remis à tous les bons travailleurs, afin de les stimuler ; à ceux qui méritent une punition on ne les donnera pas. Cette mesure sera généralisée à tous les camps du Maroc, où il y a actuellement 5 300 prisonniers. La direction de ce camp est excellente. |

### Place Loubet
Une place ou "square" Loubet a été créée en commémoration du Capitaine à Settat. 

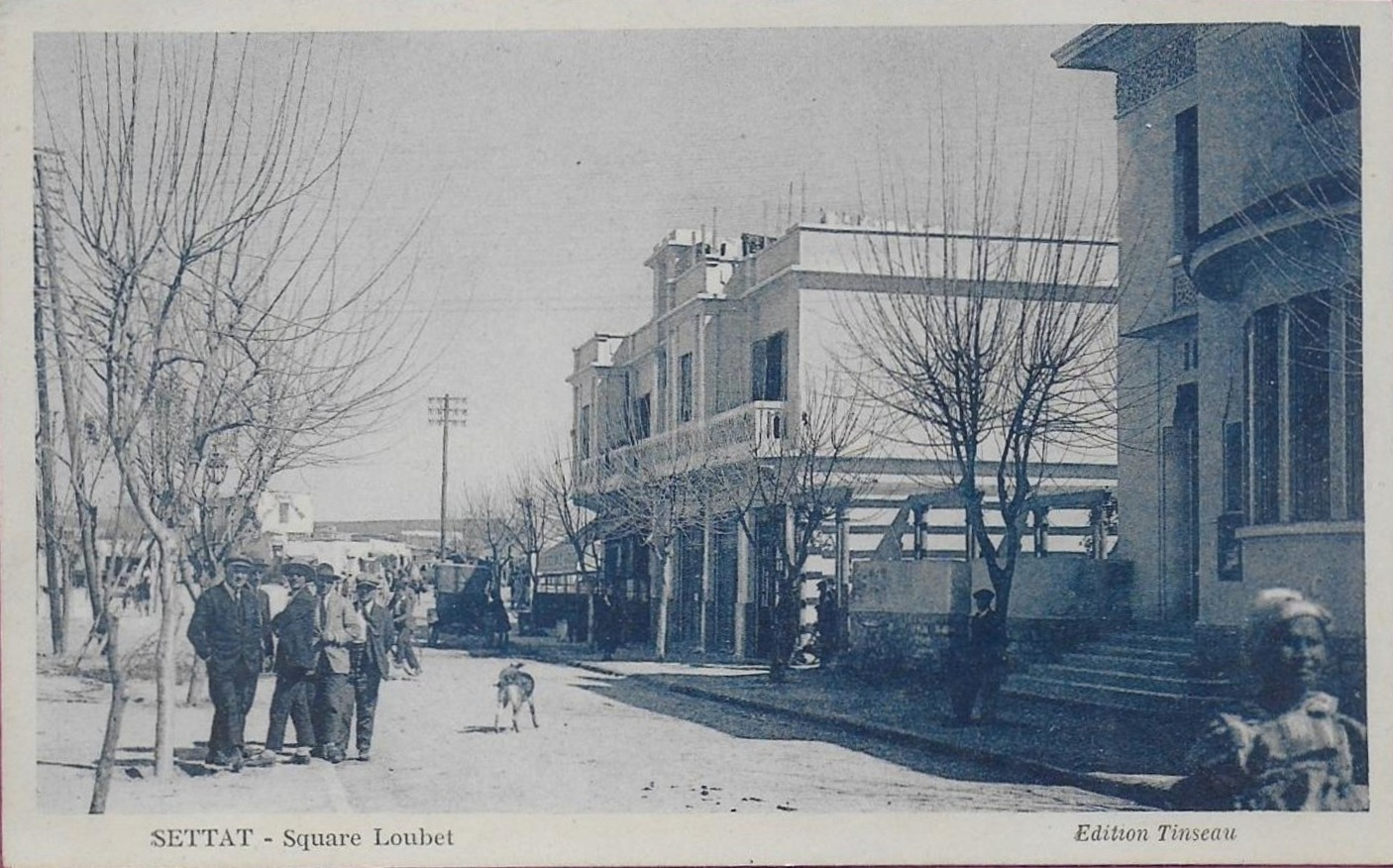
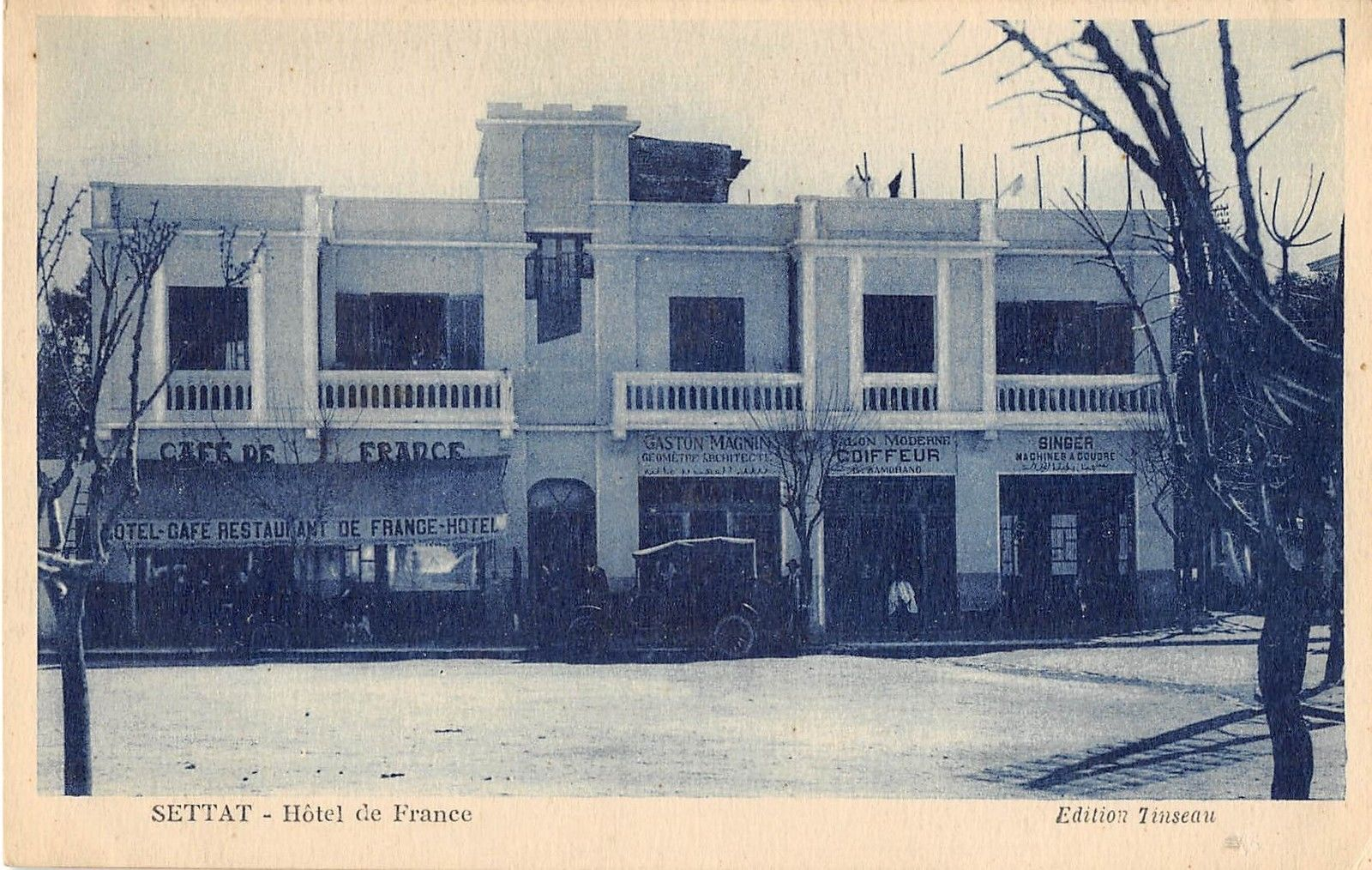

### Odonymie
Une rue a été nommée « Rue du Capitaine Loubet » à Casablanca en l'honneur du Capitaine. Elle est située dans le quartier de Hay Mohammadi.

## Service militaire
Il a étudié à l'école des enfants de troupe de Rambouillet dont il fut un des plus brillants élèves. Au 144e régiment d’infanterie, le 28 mai 1886, il devient soldat.
Il devient caporal le 29 novembre 1886.

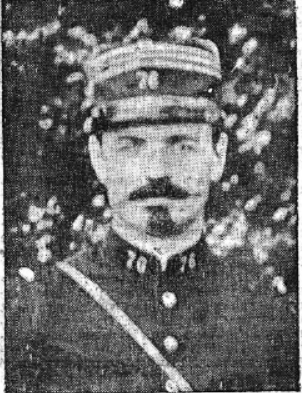
Le capitaine Clément Loubet au 76e régiment d'infanterie

Il devient caporal fourrier le 1er février 1887.
Il devient sergent fourrier le 8 juin 1887.
Il devient sergent le 27 juillet 1887.
Il devient sergent major le 6 décembre 1887.
Il devient sous-officier le 23 avril 1890 à l'école militaire d'infanterie de Saint-Maixent.
Au 2e régiment de tirailleurs algériens, il devient sous-lieutenant le 1er avril 1891.
Il devient lieutenant le 1er avril 1893 puis lieutenant de 1re classe le 1er avril 1897 puis détaché au dépôt d’Avignon du 13 octobre 1898 au 11 octobre 1899.
C'est au 76e régiment d'infanterie, à Paris un 28 mai 1902, qu'il devient Capitaine, soit 16 ans après sa rentrée dans l'armée.

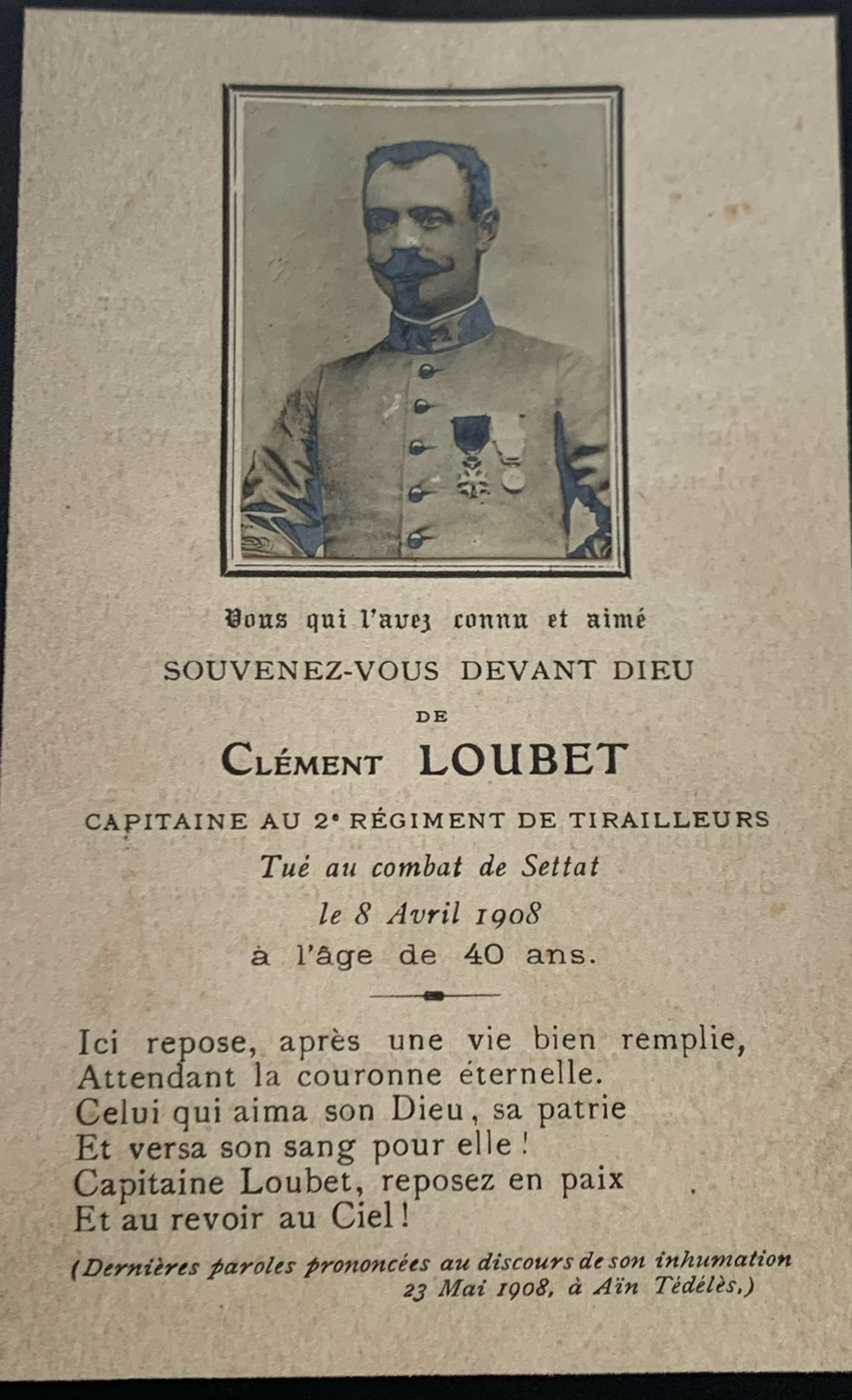
Plaque commémorative du capitaine Clément Loubet

La base Léonore conserve 13 fichiers en rapport avec la Légion d'honneur du capitaine Loubet.

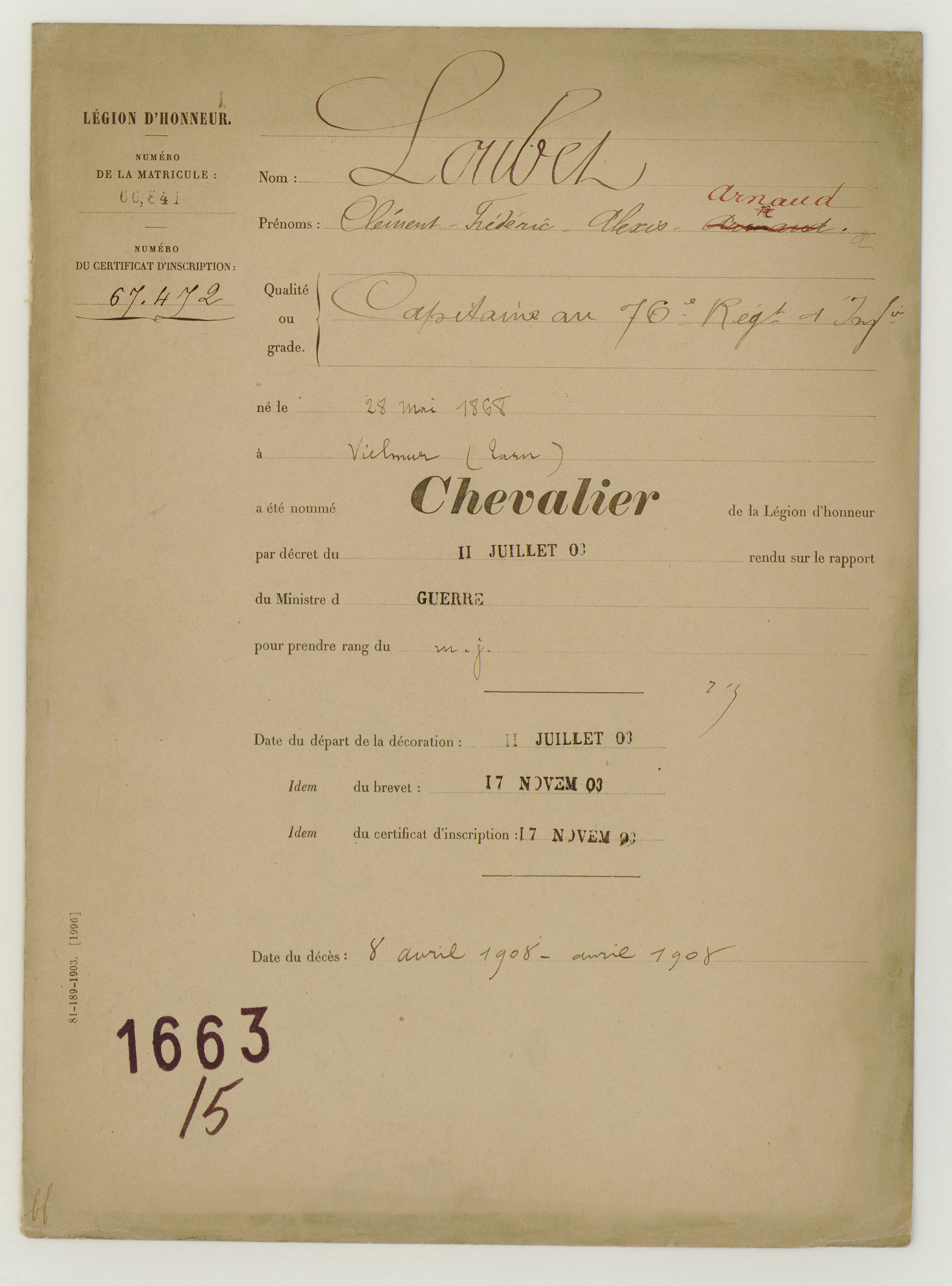
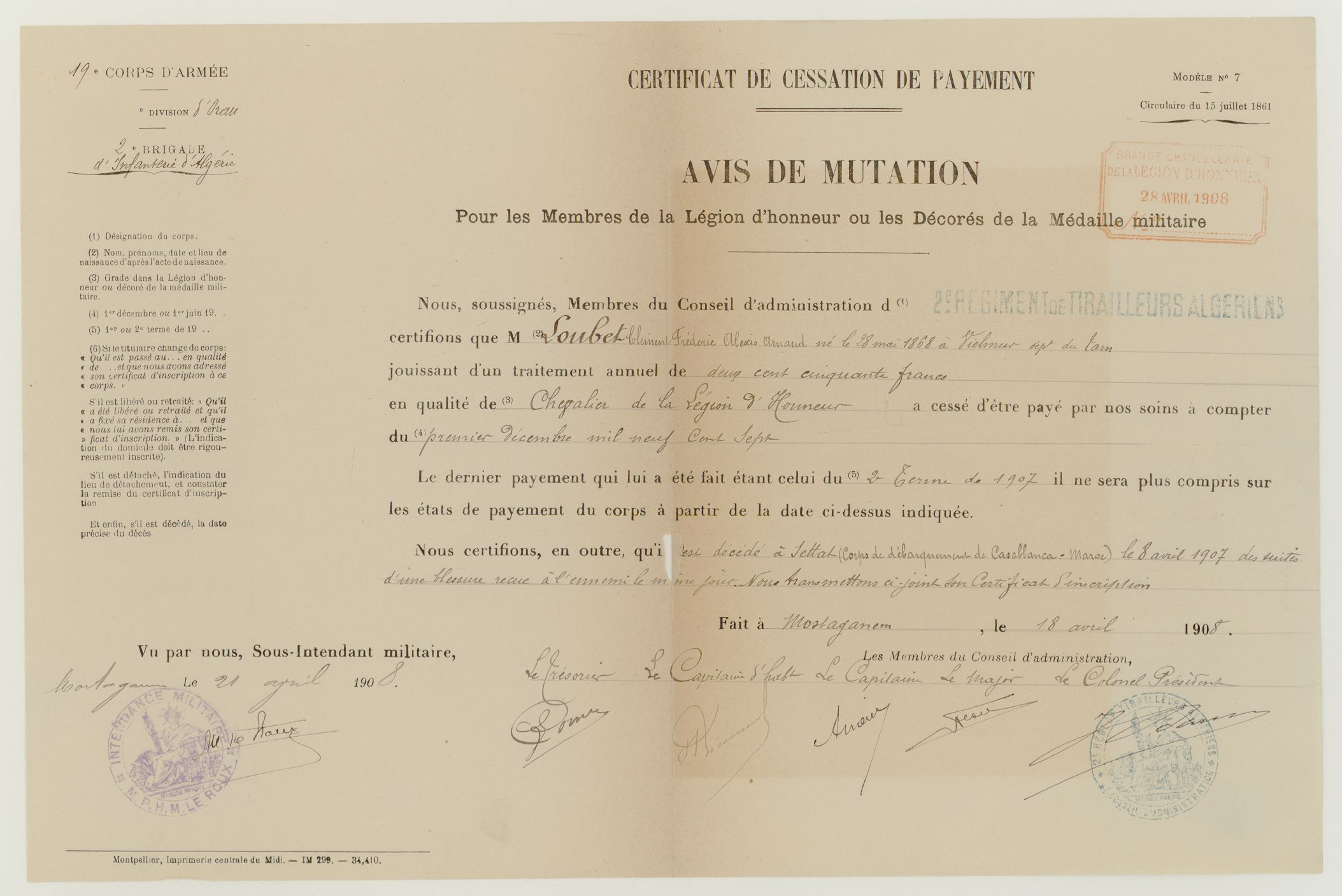
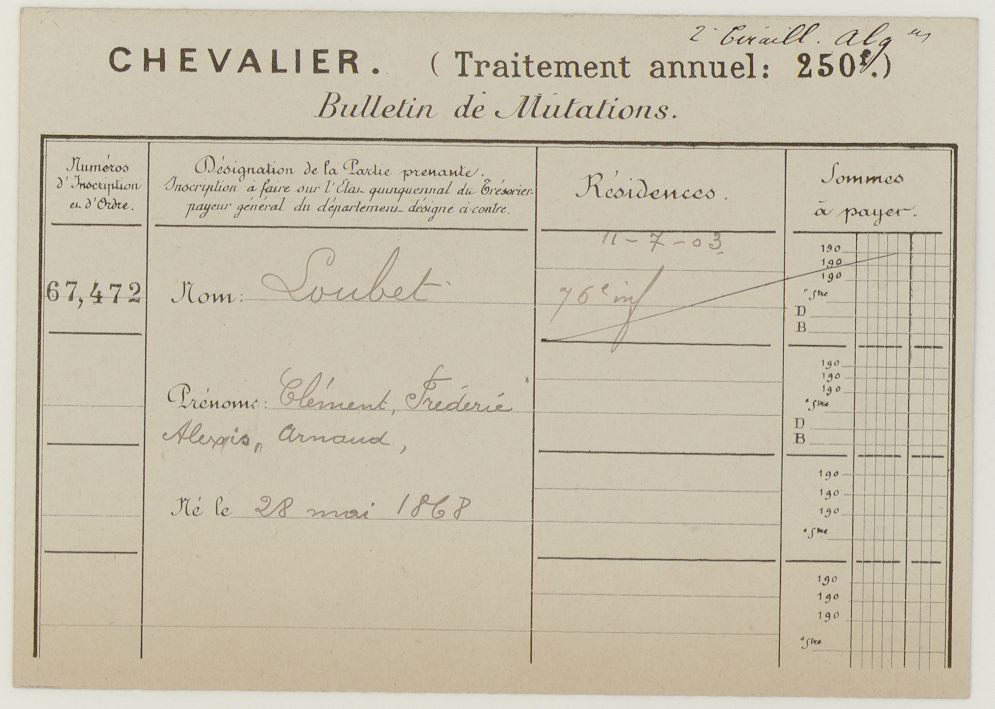
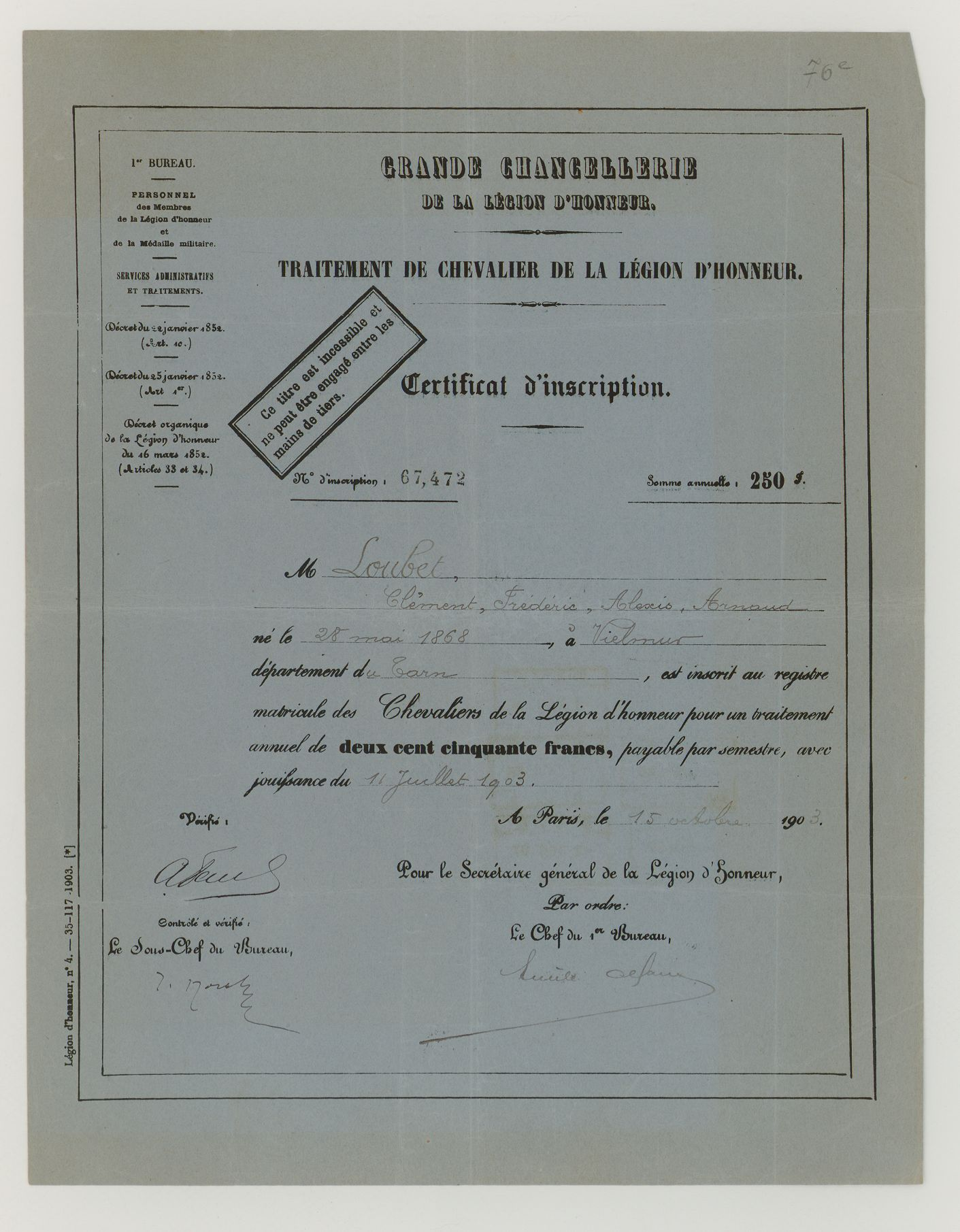
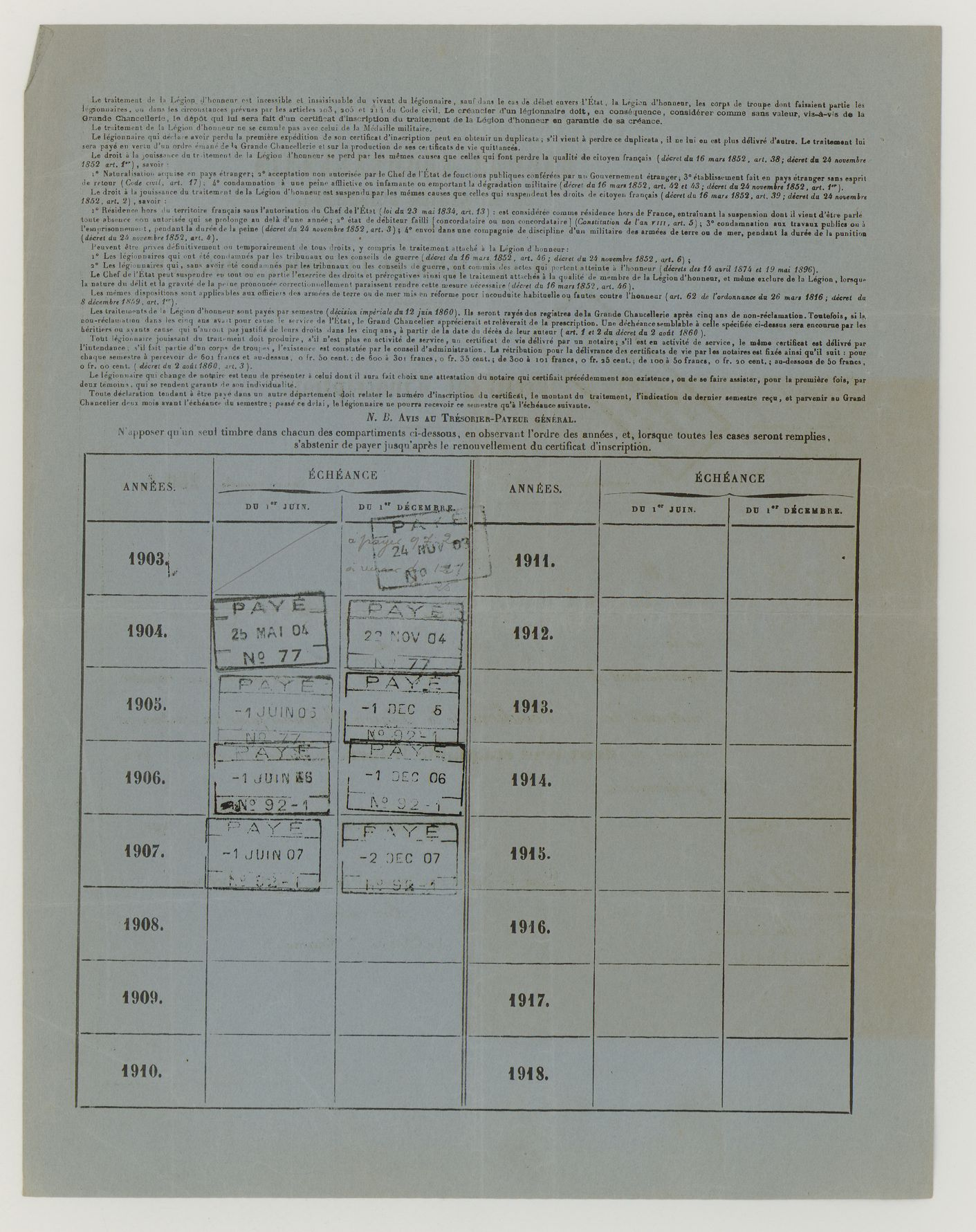
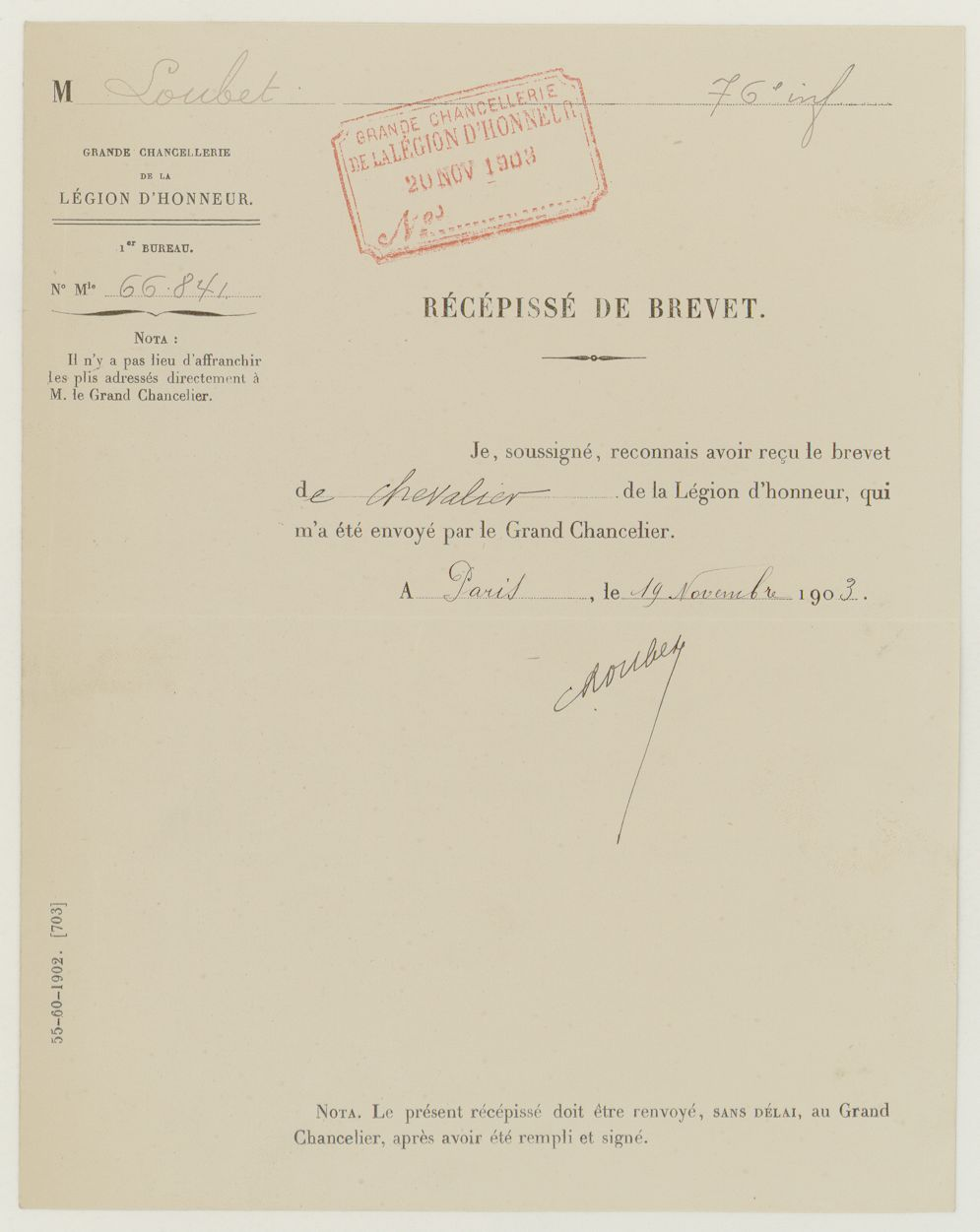
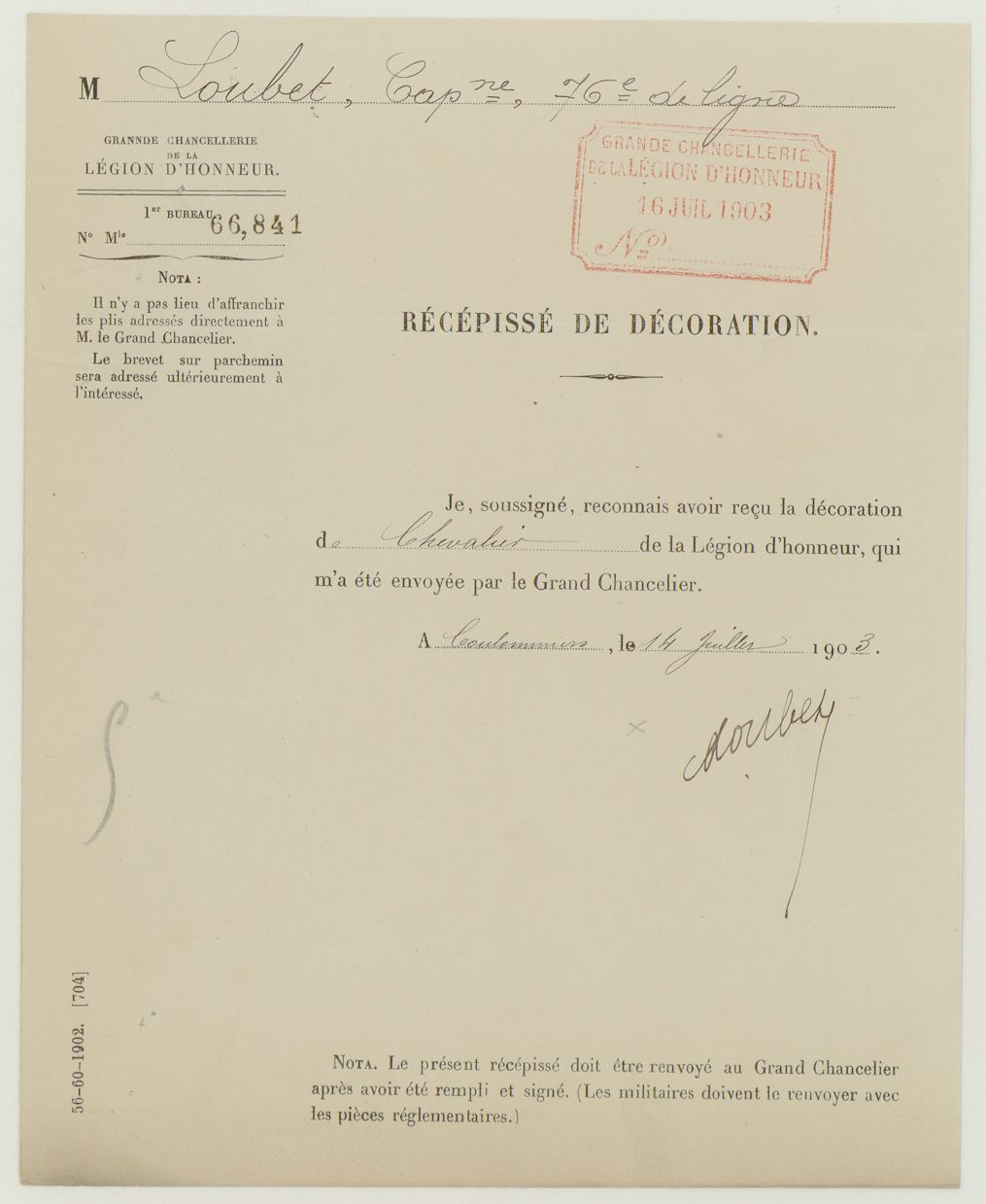
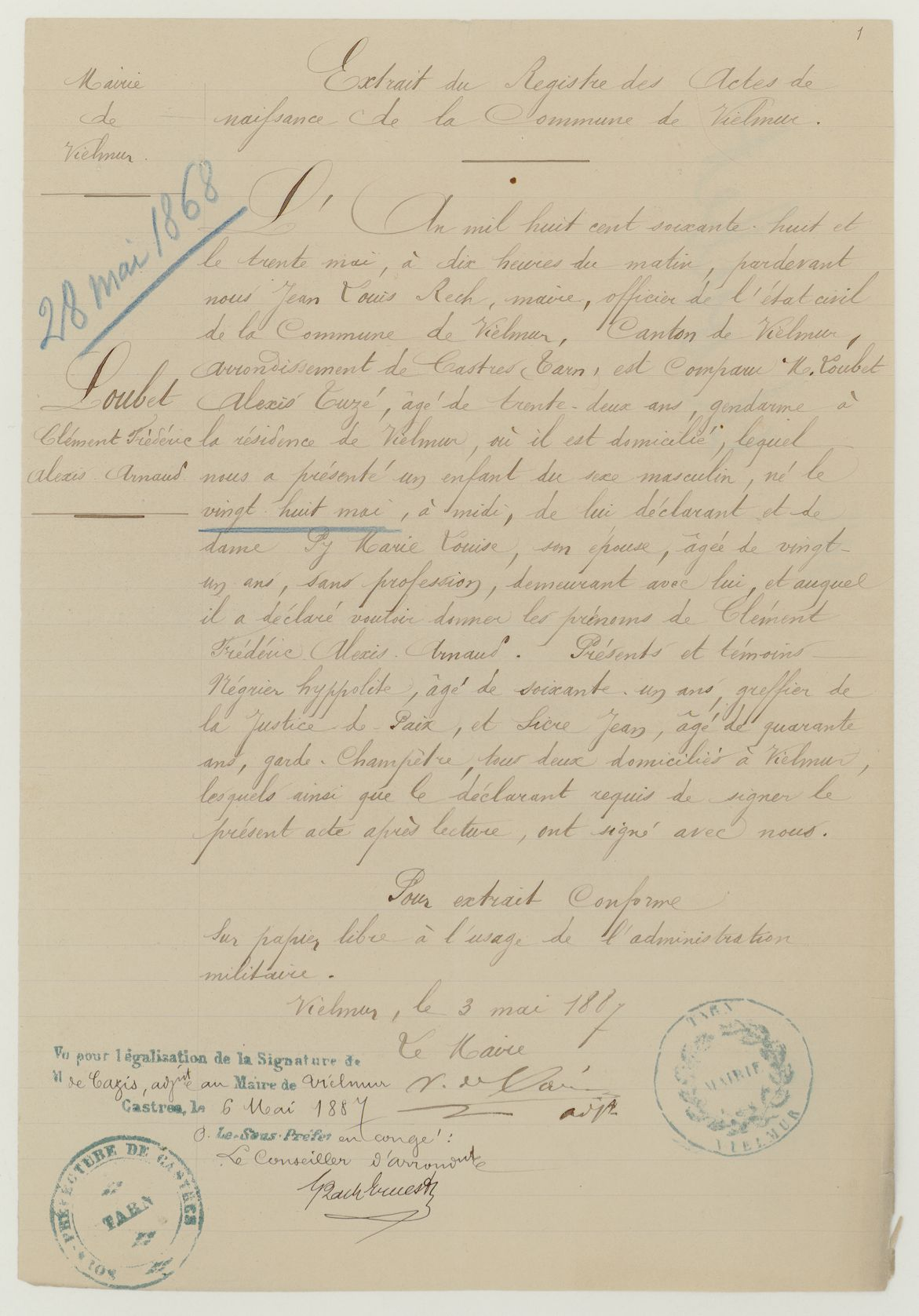
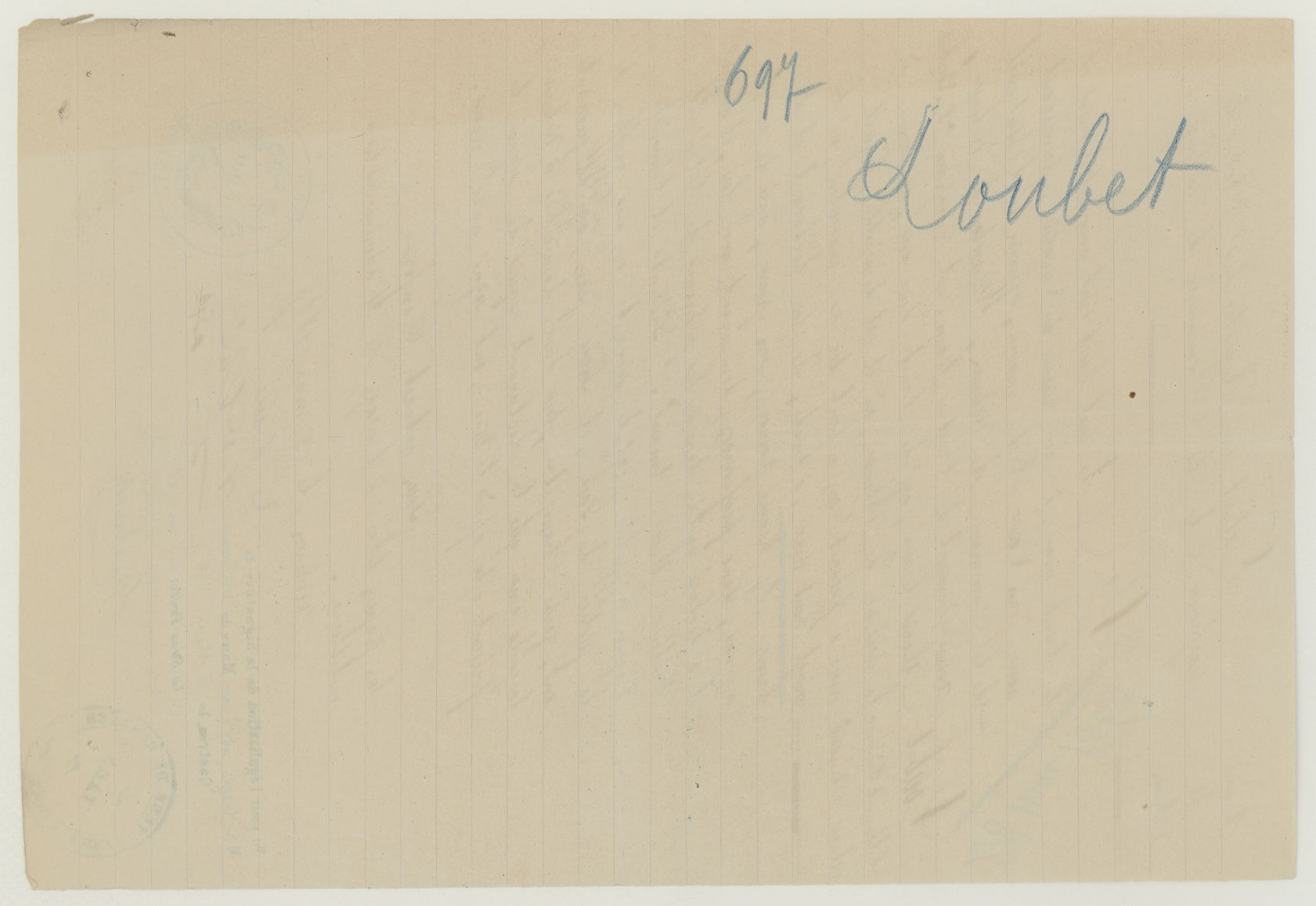
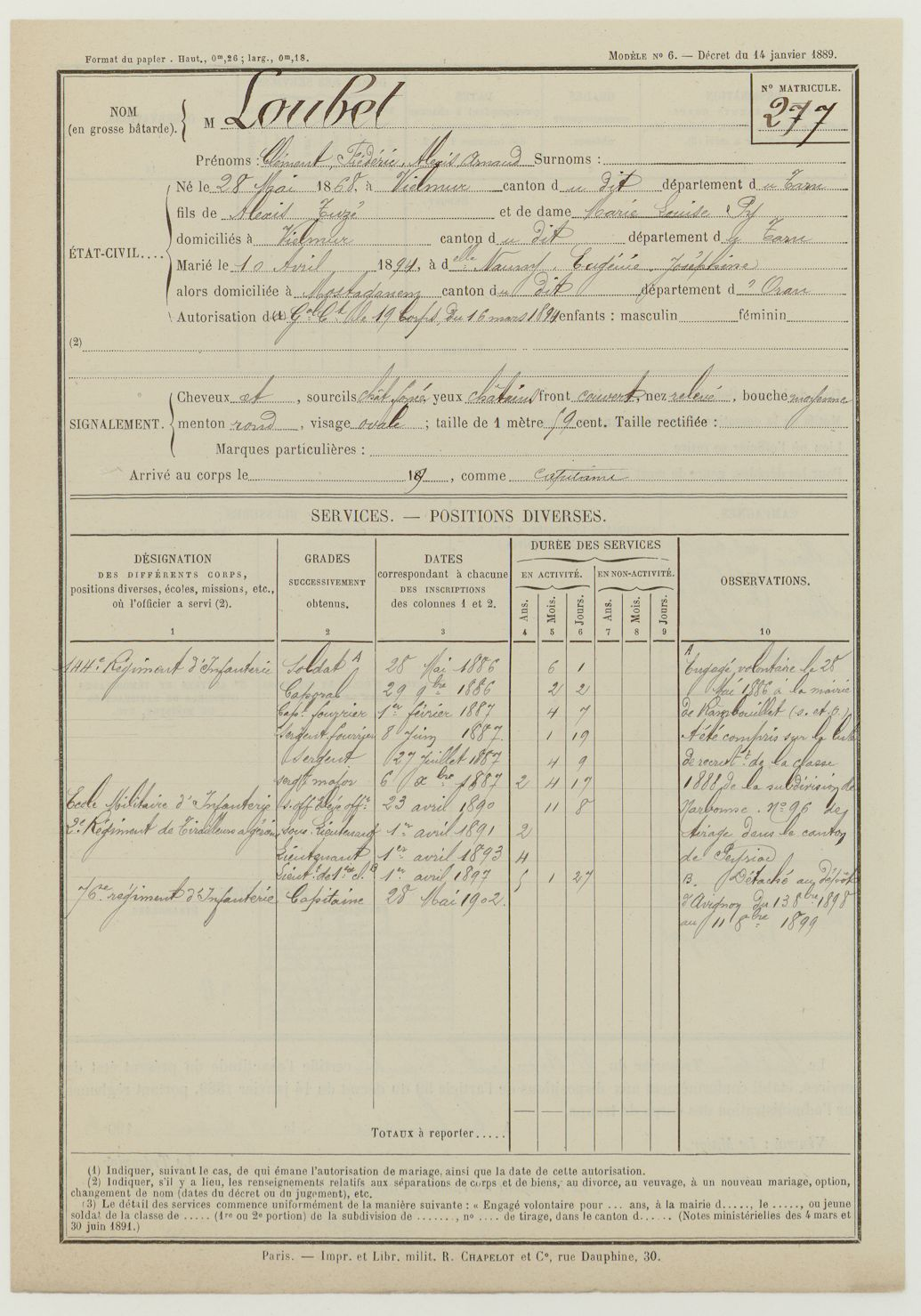
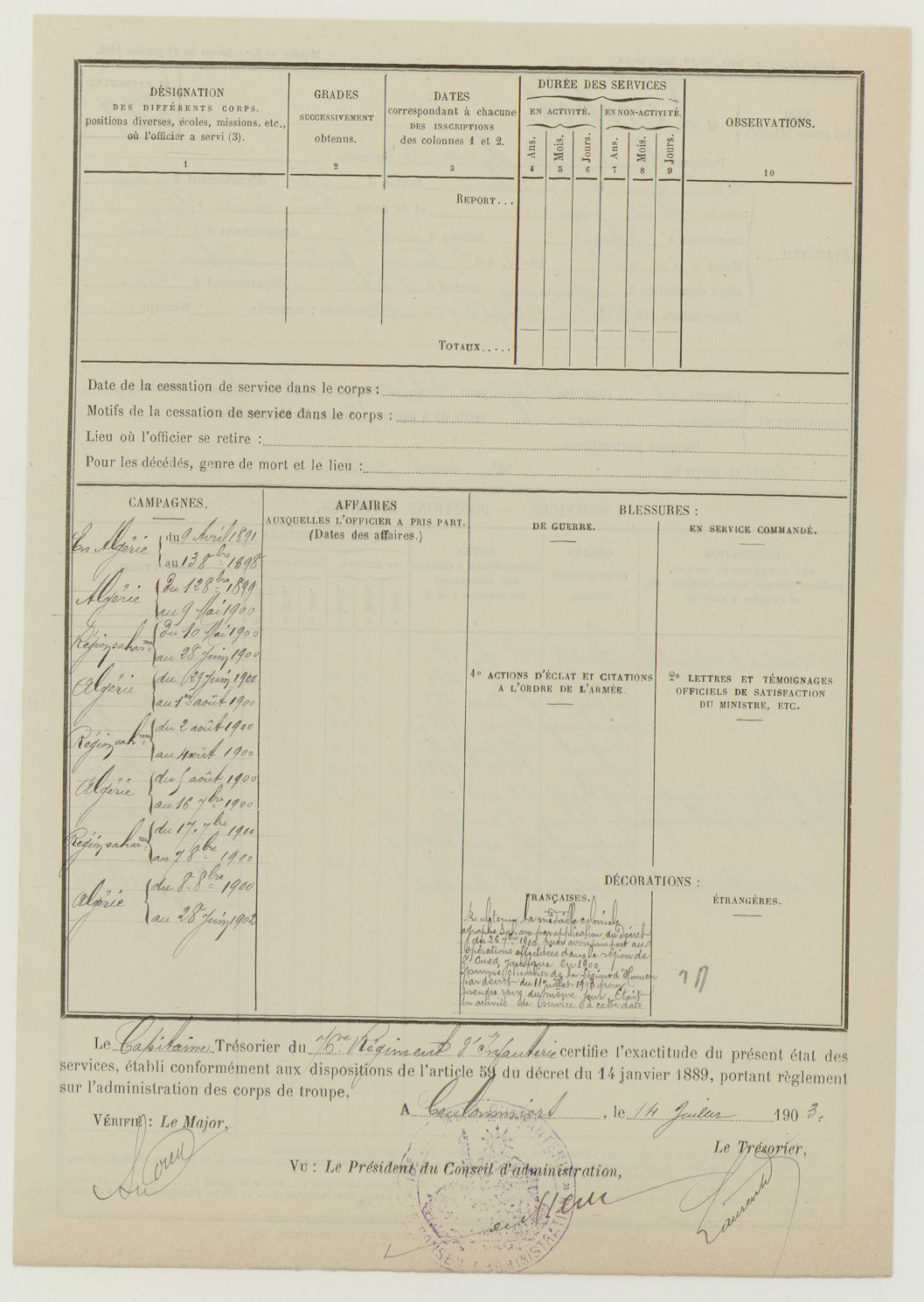
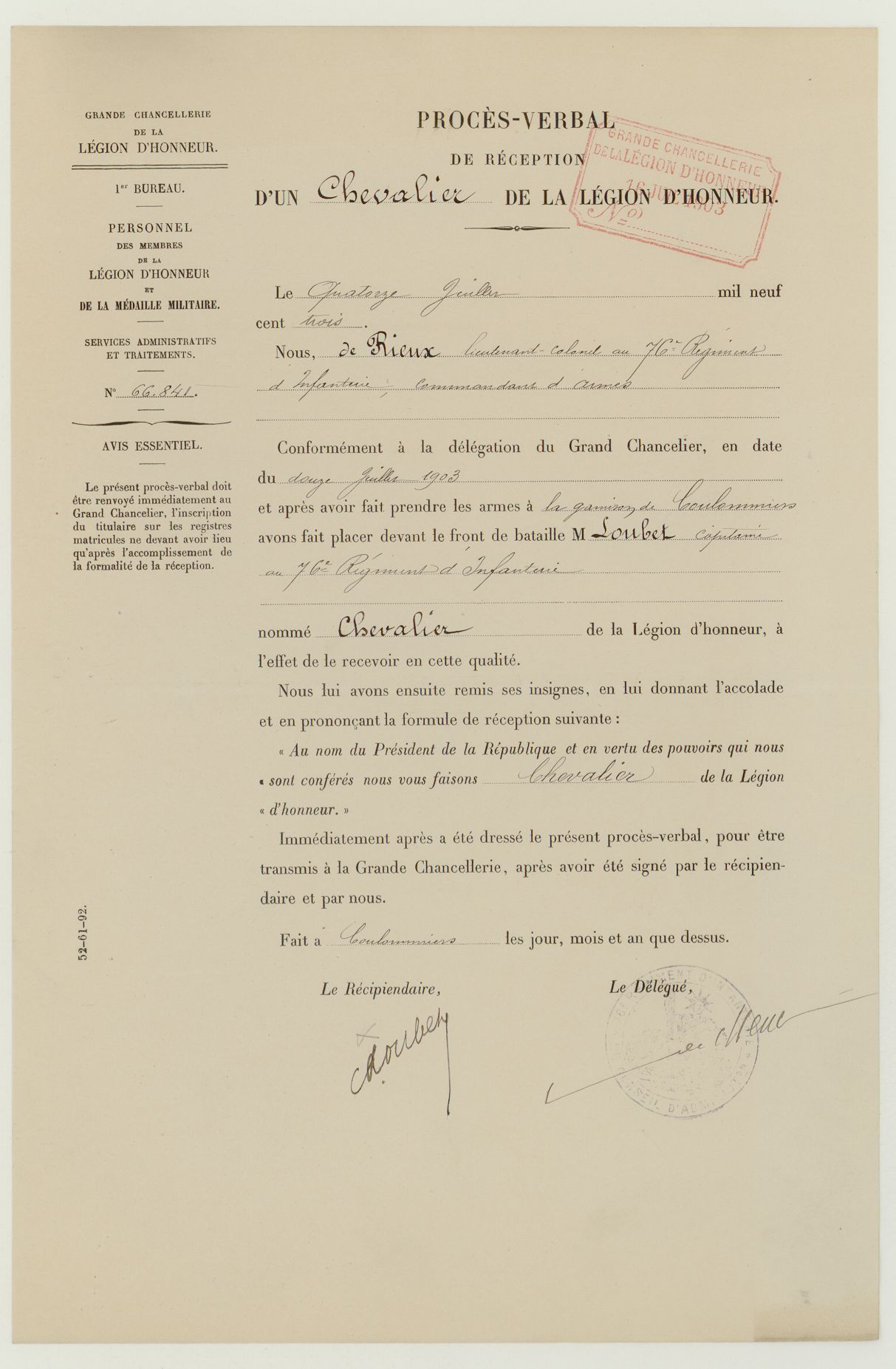
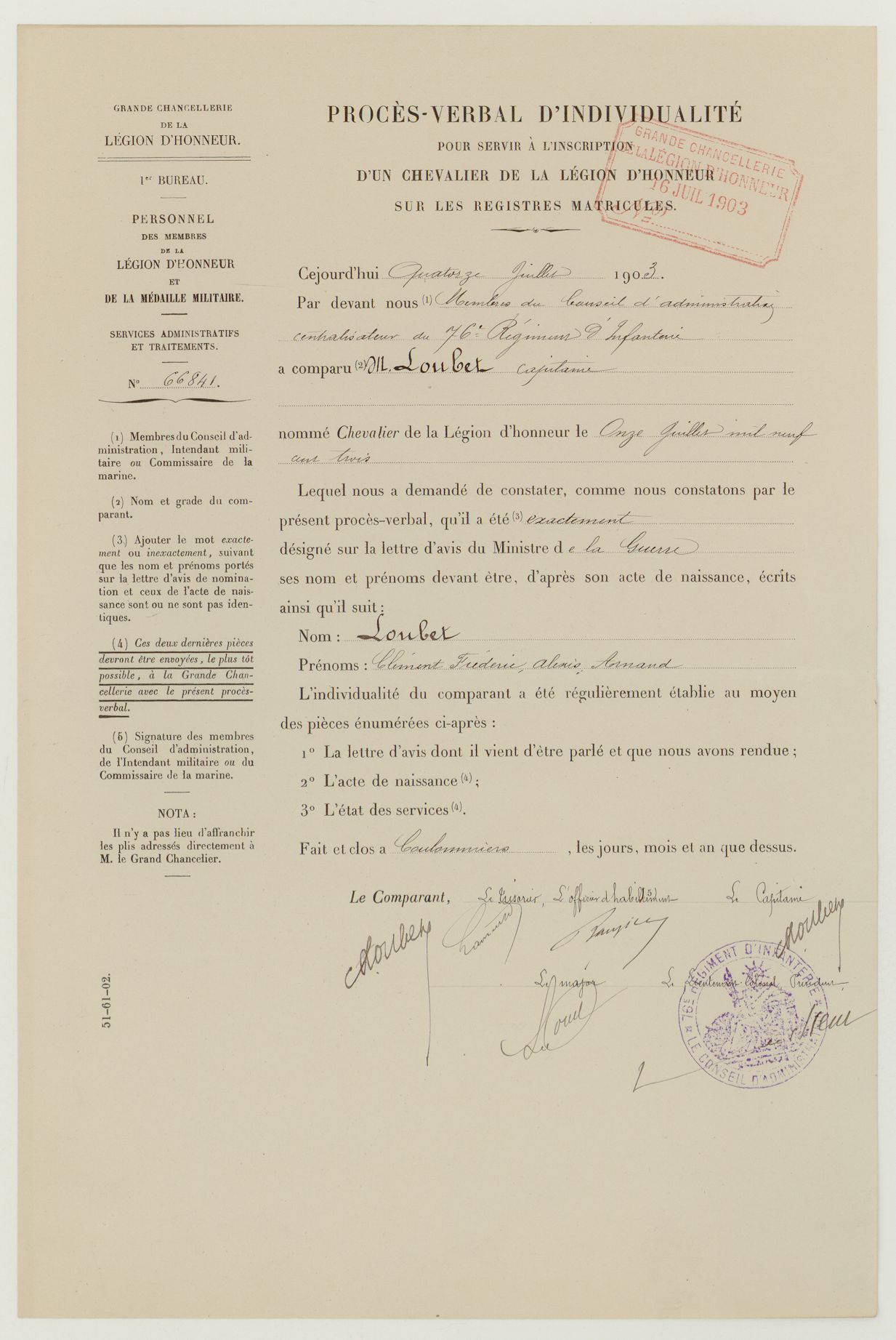

### Campagnes
Il participa à plusieurs campagnes en Algérie et en région Sahara.
| Lieu              | Date                 |                      |
| ----------------- | -------------------- | -------------------- |
| Algérie           | Du 9 avril 1891      | Au 13 octobre 1898   |
| Algérie           | Du 12 octobre 1899   | Au 9 mai 1900        |
| Sahara occidental | Du 10 mai 1900       | Au 28 juin 1900      |
| Algérie           | Du 29 juin 1900      | Au 1er aout 1900     |
| Sahara occidental | Du 2 aout 1900       | Au 4 aout 1900       |
| Algérie           | Du 5 aout 1900       | Au 16 septembre 1900 |
| Sahara occidental | Du 17 septembre 1900 | Au 7 octobre 1900    |
| Algérie           | Du 8 octobre 1900    | Au 28 juin 1902      |

### Décorations
Au cours de son parcours militaire, il obtenue plusieurs médailles :
- Chevalier de la Légion d'honneur (11 juillet 1903)
- Médaille coloniale (26 septembre 1900)